# 350032 Josephhunt
350032 Josephhunt este o planetă minoră (asteroid), cu un diametru de 3,344 km, din centura de asteroizi. A fost descoperită pe 17 februarie 2010 la Wise Observatory⁠(d) de Wide-field Infrared Survey Explorer⁠(d). 
Obiectul prezintă o orbită caracterizată de o semiaxă mare de 2,7646687204173 UAi, o excentricitate de 0,13205314058955, o înclinație de 10,672020443639 ° în raport cu ecliptica.